# Cossypha caffra
La Cossypha caffra (Linneo, 1766) è una specie di uccello passeriforme della famiglia Muscicapidae.